# Dragsfjärd
Dragsfjärd [ˈdrag̥sfj̥æːrd] var en kommun i landskapet Egentliga Finland i Västra Finlands län. Dragsfjärd har omkring 3 500 invånare och har en yta på 267 km².
Dragsfjärd var en tvåspråkig kommun med svenska som majoritetsspråk (76,6 %) och finska (23,4 %) som minoritetsspråk.
Den 1 januari 2009 slogs Dragsfjärd ihop med Kimito och Västanfjärd till en ny Kimitoöns kommun, uppkallad efter ön med samma namn som bland annat Dragsfjärd ligger på.

## Geografi och geologi
Dragsfjärds största samhälle är Dalsbruk där det årligen hålls en jazzfestival som heter Baltic Jazz. Ett annat betydande samhälle är Kasnäs, där det finns en stor marina och ett nybyggt spa med simhall. Övriga orter i Dragsfjärd är Dragsfjärds kyrkby och Björkboda.
Dragsfjärd har en vidsträckt skärgård med över 2 000 öar. I söder ligger Hitis skärgård, som omfattar ett tjugotal större öar och ett tusental små öar och skär. Hitis var en egen kommun ända fram till år 1969 men slogs då ihop med Dragsfjärd under lågkonjunkturen. Hitis har den näst äldsta träkorskyrkan i Finland. Den sista lagliga avrättningen utfördes på Galgberget i Hitis, och då var det en rövare som fick sätta livet till.
Vid Rosendal har Finlands geologiska undersökningar funnit betydande mängder tantalit, som möjligen kan exploateras genom gruvdrift.
I Dragsfjärd ingår byarna Biskopsö, Björkboda, Bolax, Dals, Dalsbruk, Genböle, Hammarsboda, Hertsböle, Hitis, Holma, Högsåra, Kasnäs, Kaxskäla, Kråkvik, Kulla, Kärra, Labbnäs, Lillfinnhova, Långnäs, Nordanå, Purunpää, Rosala, Rosendal, Rövik, Skinnarvik (med flotthamn), Smedskulla, Storfallan, Storfinnhova, Stubbnäs, Stusnäs, Sunnanå, Söderby, Söderlångvik, Söglö, Tynglax (del av Hertsböle), Vänoxa, Ytterkulla (del av Kulla), Ölmos (med Ytterölmos och Överölmos).
Här finns också fjärden Bruksfjärden (utanför Dalsbruk), sundet Jungfrusund, farleden Lövö krokar, grundet Järngrynnan (med fyr), stranden Ölmos Långsidan, öarna Falkö, Helsingholmen, Hitislandet, Högland, Kivskär (med seglarhamn), Rosalalandet, Snåldön, Storö, Tunnhamn (skärgrupp), Örö (kustfort) samt sjön Hammarsboda träsk.

## Politik

### Mandatfördelning i Dragsfjärds kommun, valen 1976–2004
| 8 | 10 | 9 |

| 8 | 10 | 9 |

| 7 | 9 | 11 |

| 6 | 8 |  | 12 |

| 4 | 7 | 10 |

| 3 | 5 | 3 | 10 |

| 3 | 5 | 4 | 9 |

| 3 | 7 | 11 |

| 13 | 8 |

## Sevärdheter
- I Dalsbruk finns en på 1920-talet uppförd slaggstenskyrka
- Den gula korskyrkan uppfördes 1755. Här finns kommunens gravgård
- Söderlångvik gård
- Bengtskärs fyr
- Örö fort

## Bilder

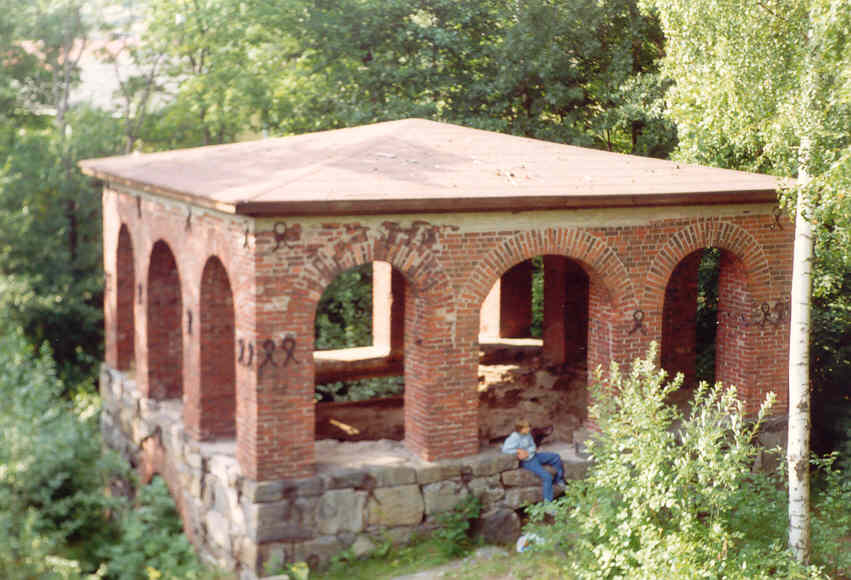
Masugnen i Dalsbruk.
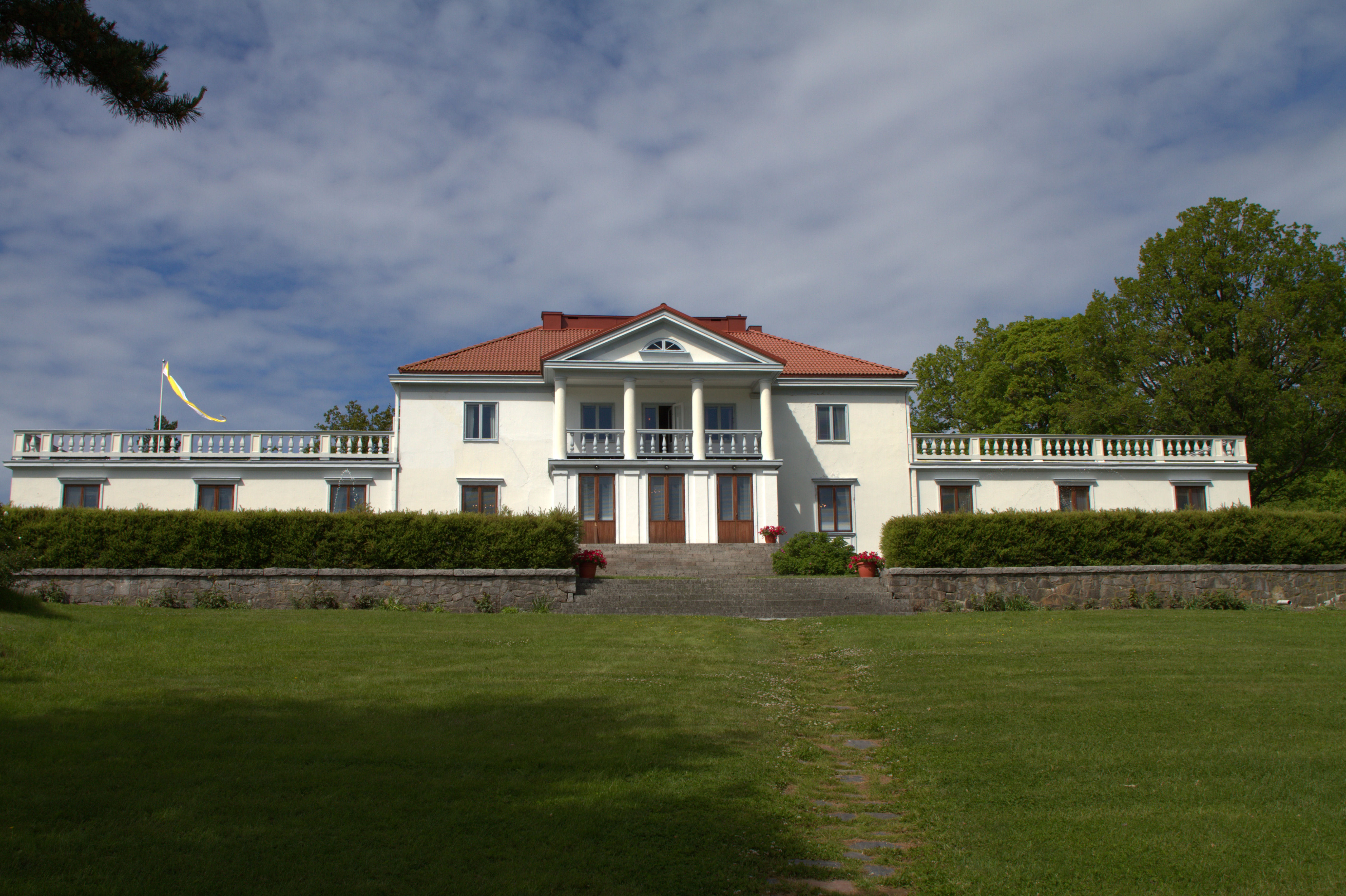
Söderlångvik gård.
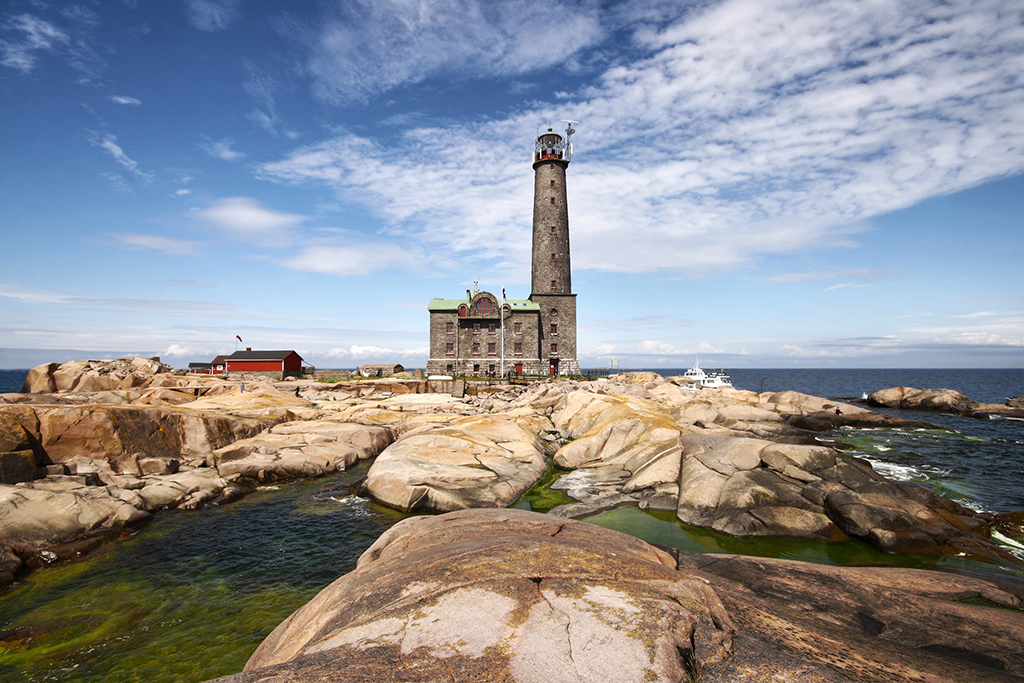
Bengtskärs fyrlandskap.
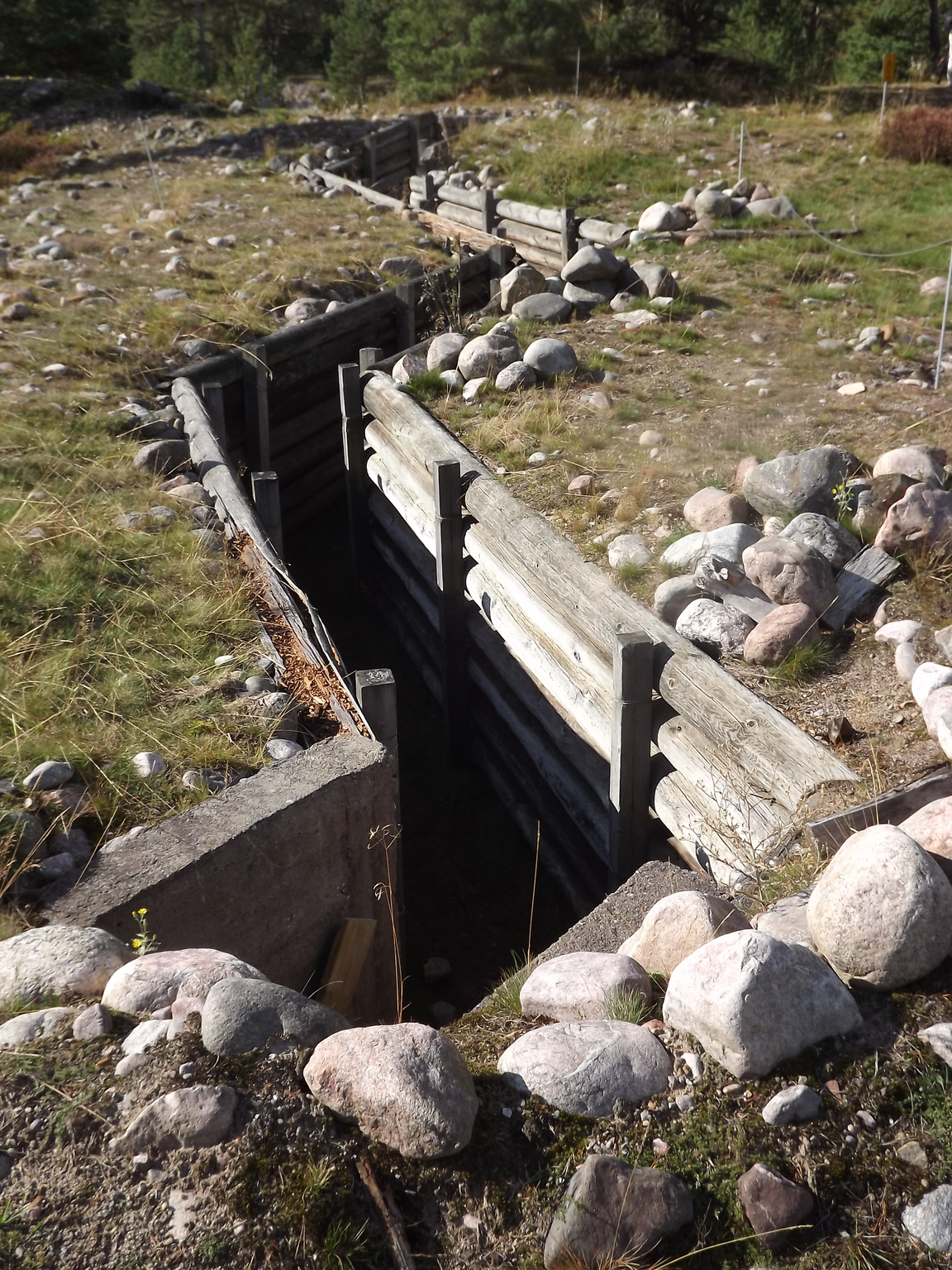
Löpgrav på Örö.